# 絲鰭擬姬鮨
絲鰭擬姬鮨，為輻鰭魚綱鱸形目鱸亞目鮨科的其中一種，分布於西北太平洋的日本海域，棲息深度50-60公尺，體長可達10公分，生活在岩石底質海域，為底棲性魚類，屬肉食性，生活習性不明。